# Avarga
Avarga (Аварга en dialecto Khalkha del idioma mongol) es el nombre que recibe la estepa donde se situó la primera capital nómada del imperio mongol después de ser arrebatado el territorio por Genghis Khan al clan Jurkin. Avarga se encontraba en la confluencia de los ríos Kerulen y Tsenker, actualmente en la aymag (provincia) de Hentiy en Mongolia.
Originalmente, el lugar se conocía como Aurag, que significa fuente en idioma mongol. La tradición oral cuenta que Borte, primera y principal mujer de Genghis Khan, y el resto de su familia continuaron viviendo en Avarga durante la invasión mongola de Corasmia. Sin embargo, pronto el lugar se quedó pequeño para albergar la corte del incipiente imperio mongol y la capital se trasladó a Karakorum en 1220. 
Bajo el mandato de Kublai Khan y sus sucesores, se convirtió en un santurario para el culto a Genghis Khan.